# Хартли (Калифорнија)
Хартли (енгл. Hartley) насељено је место без административног статуса у америчкој савезној држави Калифорнија.

## Демографија
По попису из 2010. године број становника је 2.510.
| Група             | 2000.    | 2010.         |
| Белци             | 0 (0,0%) | 1.741 (69,4%) |
| Афроамериканци    | 0 (0,0%) | 70 (2,8%)     |
| Азијати           | 0 (0,0%) | 70 (2,8%)     |
| Хиспаноамериканци | 0 (0,0%) | 510 (20,3%)   |
| Укупно            | 0        | 2.510         |